# Trevorita
La trevorita es un mineral óxido de fórmula NiFe3+2O4. 
Fue descrito por primera vez en 1921 por su aparición en el yacimiento de níquel de Bon Accord (Barberton, Sudáfrica). Debe su nombre a Tudor Gruffydd Trevor (1865–1958), inspector de minas del distrito de Pretoria, donde se encontró el mineral.

## Propiedades
La trevorita es un mineral negro de brillo metálico. Esencialmente es opaco, aunque los fragmentos más finos son transparentes.
Tiene dureza 5 en la escala de Mohs y una densidad de 5,165 g/cm³.
Es frágil y de fractura desigual: su rotura produce pequeños fragmentos concoidales. Es un mineral diamagnético, es decir, es repelido por un campo magnético.
Cristaliza en el sistema cúbico, clase dihexagonal. Contiene aproximadamente un 66% de Fe2O3 y entre un 22 - 32% de NiO, pudiendo incluir también pequeñas cantidades de magnesio y aluminio. 
Pertenece al grupo de la espinela (AE2O4), concretamente a la serie de la magnetita (E = Fe).

## Morfología y formación
Habitualmente la trevorita presenta morfología masiva —no se observan formas regulares— y rara vez aparece en forma de cristales.
Se ha encontrado en un pequeño cuerpo tabular en serpentinita rica en níquel —probablemente un depósito de contacto— a lo largo de la unión de cuarcita con una intrusión ultramáfica (Sudáfrica).
También debajo de un depósito de sulfuro de níquel en gabro incluido en peridotitas (Australia).

## Yacimientos
Se ha encontrado trevorita en Sudáfrica, en Barberton (provincia de Mpumalanga) —yacimiento tipo—, en Rustenburg y en el cráter Morokweng, cráter de impacto enterrado en el desierto de Kalahari cerca de la frontera con Botsuana. También hay depósitos en Burundi, en la provincia de Rutana.
En el área mediterránea, este mineral está presente en Agios Konstantinos (Ática Oriental, Grecia).
Asimismo, aparece en la formación de Hatrurim, en el desierto del Negev (Israel).
Hay trevorita en el depósito de níquel de monte Clifford (Leonora, Australia Occidental); en esta localización, se pueden encontrar otros minerales de níquel como godlevskita, millerita, heazlewoodita y pentlandita.